# 明年今日
《明年今日》是香港歌手陳奕迅於2002年推出的一首大熱歌曲，由陳小霞作曲、林夕填詞、陳輝陽編曲，收錄於陳奕迅的專輯《The Line-Up》，另有國語版《十年》。歌曲一推出便成為華語樂壇街之巷聞的歌曲，並橫掃樂壇頒獎禮，包括TVB勁歌金曲的「金曲金獎」、港台的「至尊金曲獎」和新城的「年度歌曲大獎」，合共三台的最高榮譽歌曲獎。《明年今日》連同《十年》成為陳奕迅的經典作品。
此外，《明年今日》亦是2002年電影《賤精先生》的插曲，該電影亦是由陳奕迅擔任男主角。

## 簡介
歌曲以降A大調寫成，無轉調，曲式結構為AAB，音域跨9度，4/4節拍 。
台灣創作人陳小霞寫好曲後，不覺得出彩，但獲《The Line-Up》的製作人陳輝陽看中。歌詞屬於林夕身患焦慮症時「消極陰暗」的作品，描寫主角與對方分手後，無奈地回憶去與前度的往事，並仍然十分掛念對方。經典歌詞包括「人總需要勇敢生存，我還是重新許願」、「如果有日會面，或在同伴新婚的盛宴，徨惑地等待你出現」、「未見你一年，誰捨得改變，離開你六十年」和「但願能認得出你的子女，臨別亦聽到你講，再見」等。陳奕迅都曾經多次在演唱會中使用此歌曲作為Ending Song。
後來陳小霞唱片公司想製作國語版，陳奕迅起初很抗拒，覺得不應該故意推出打市場、迎合觀眾的版本，但因為尊重陳小霞的製作人身份還是接受了。有中國大陸的樂評人認為新詞比較簡單直白，所以更受歡迎。

## 獎項
- 香港：2002年度勁歌金曲季選 - 第三季金曲
- 香港：2002 年度新城勁爆頒獎禮－新城勁爆歌曲
- 香港：2002 年度新城勁爆頒獎禮－新城勁爆年度歌曲大獎
- 香港：2002年度十大勁歌金曲頒獎典禮－十大勁歌金曲
- 香港：2002年度十大勁歌金曲頒獎典禮－金曲金獎
- 香港：第二十五屆十大中文金曲頒獎禮－十大中文金曲
- 香港：第二十五屆十大中文金曲頒獎禮－全球華人至尊金曲獎
- 香港：2002年度TVB8金曲頒獎典禮－全球華語觀眾最愛粵語歌曲
- 香港：2003年香港電影金像獎－最佳原創電影歌曲（提名）
- 香港：2010年度CASH金帆音樂獎－十週年樂迷至愛大獎－CASH最佳歌曲大獎
- 中國內地：第三屆華語音樂傳媒大獎－十大華語歌曲
- 中國內地：華語金曲獎30年經典評選 - 30年30歌《明年今日（十年）》
- 馬來西亞：第二屆金曲紅人頒獎禮－年度最佳紅人金曲獎
- 馬來西亞：第二屆金曲紅人頒獎禮－年度十大紅人金曲獎
- 亞洲：第三屆全球華語歌曲排行榜－年度二十大金曲
- 亞洲：第三屆全球華語歌曲排行榜－最佳作詞（林夕）

## 其他版本
- 《十年》 - 《明年今日》的國語版，於2003年推出，收錄於國語專輯《黑·白·灰》，詞曲創作者與編曲人不變。
- 作曲人陳小霞於2025年被POP Radio DJ丹尼問到哪首歌讓她至今都還能收取到版稅，她透露正是陳奕迅的《十年》。她對陳奕迅評價很高，「什麼歌到他嘴巴都能成立！」，她說再好的歌手在瓶頸階段挑歌時，總會選擇自己有把握的歌，「但陳奕迅這麼多年來，什麼風格都要試！ 」陳小霞說粵語版的《明年今日》在2002年推出時就已經爆紅，更一度橫掃香港樂壇，成為當年至尊歌曲。隔年，陳奕迅準備推出國語專輯《黑白灰》，她就建議應該將《明年今日》翻成國語版，雖然陳奕迅介意舊曲新唱，認為不誠懇，但陳小霞卻用一段話說服他：「能表現粵語是一個能力，能將國語唱得更好，又是另一個能力」。陳小霞打趣表示，「其實Eason不知道幕後黑手是我！」[7]

## 翻唱作品
只列出由著名歌手演唱的項目：
- 2006年 - 關淑怡《明年今日》「關於我關淑怡演唱會」
- 2011年 - 譚詠麟《明年今日》「溫拿演唱會」
- 2015年 - 韓紅、陳奕迅《十年》於「我是歌手4」決賽，邀請到陳奕迅親自演唱[8]
- 2018年 - 林俊傑《明年今日》「香港聖所演唱會」
- 2018年 - 允兒《明年今日》[9]